# Météorite de Murchison
Pour les articles homonymes, voir Murchison.
La météorite de Murchison, ou simplement Murchison, est une météorite tombée le 28 septembre 1969 près du village de Murchison, en Australie, à une centaine de kilomètres au nord de Melbourne. C'est une chondrite carbonée du groupe CM2.
Cette météorite est célèbre pour avoir fortement influencé la conception des origines de la vie en raison de la présence de nombreux composés organiques en son sein, dont des acides aminés, des purines et des pyrimidines. Ces composés étant des briques essentielles du vivant, leur présence dans une météorite accrédite l'idée que les premiers constituants nécessaires à l'émergence de la vie ont eu une origine extraterrestre.
Début 2020, la datation de grains présolaires de carbure de silicium extraits de la météorite montre qu'il s'agit de poussières d'étoiles vieilles de 7 milliards d'années, et suggère qu'il y a eu une intense formation stellaire dans notre galaxie à cette période,. La composition isotopique des grains indique qu'ils proviennent d'une supernova de type II, produite par une étoile dont la masse est évaluée à 25 masses solaires.

## Observation
Le 28 septembre 1969 à 10 h 58 heure locale, la météorite s'écrase près du village de Murchison, dans l'état de Victoria (Australie), avec une zone concernée d'environ 13 km2. Plus de 100 kg de fragments sont retrouvés, dont le plus gros atteint 7 kg.
Bien que ce ne soit pas la première météorite de ce type à s'échouer sur la Terre, les circonstances de la collecte et les événements en cours à l'époque en ont fait la plus importante. En effet, la collecte a été rapide, ce qui a diminué les risques de contamination par des composés provenant de notre planète. De plus, la chute de la météorite est survenue deux mois après l'atterrissage d'Apollo 11 sur la Lune, ce qui a fait que les laboratoires étaient alors déjà équipés d'instruments pouvant analyser des éléments d'origine extraterrestre. Ce travail a été réalisé dans un premier temps par l'équipe de Keith Kvenvolden du Ames Research Center de la NASA qui, en 1970 et 1971, a révélé la présence de 18 acides aminés,.

## Classification

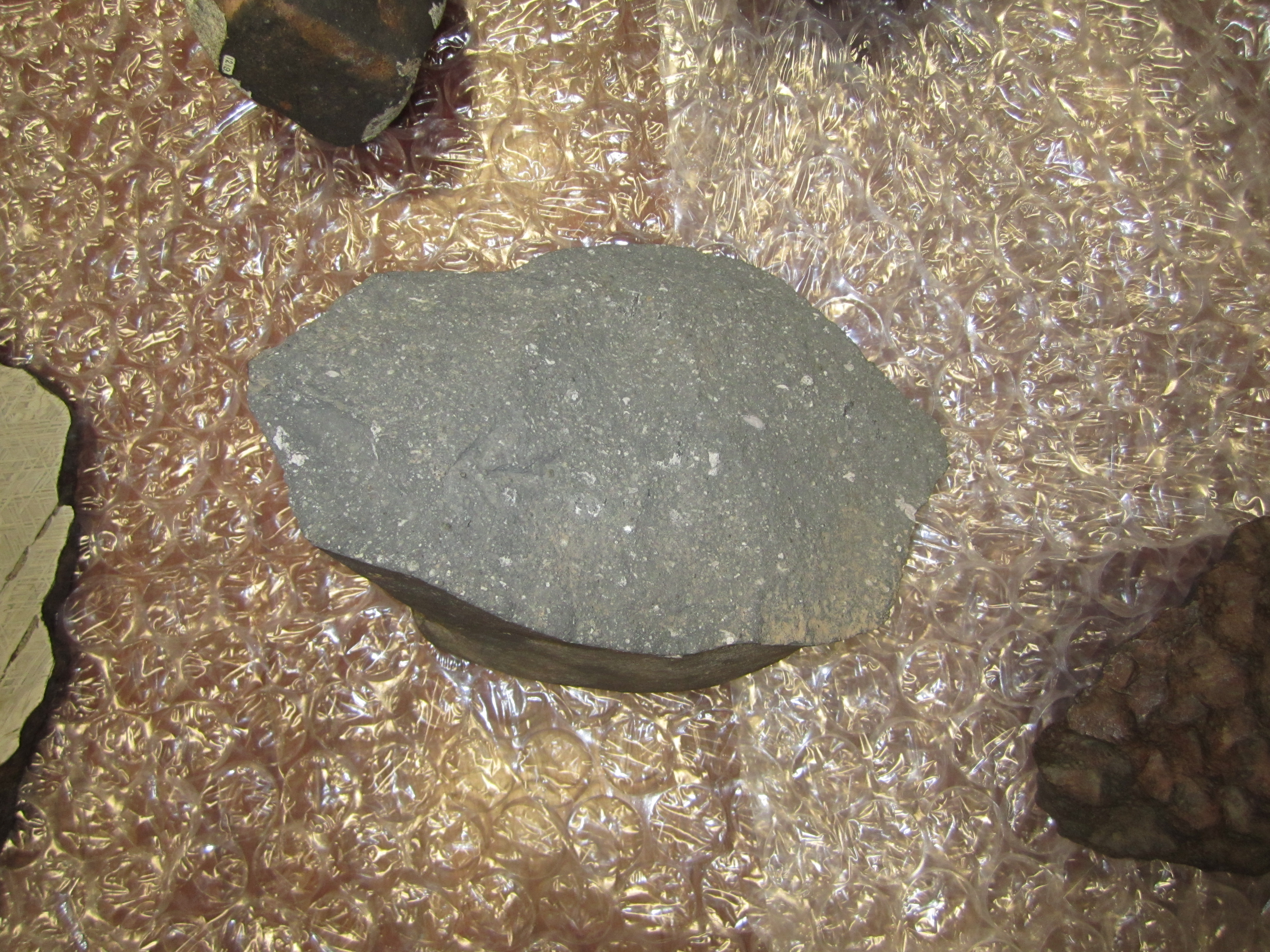
CAI (taches blanches) dans une météorite chondritique, collection du musée américain d'histoire naturelle.

La météorite de Murchison est principalement constituée de chondres (essentiellement formés d'olivine, de pyroxène et de plagioclase) ainsi que d'une quantité significative de carbone, en grande partie sous la forme de composés organiques. Elle est classée parmi les chondrites carbonées, dans le groupe CM2. Comme toutes les chondrites, Murchison est issue d'un corps parent non différencié. Le code « CM » fait référence à la teneur en carbone et en eau, et le code « 2 » au type pétrologique, en l'occurrence une altération aqueuse (c'est-à-dire que la météorite a subi des altérations par des fluides riches en eau présents dans son corps parent, bien avant sa chute sur la Terre). Murchison contient également de nombreuses enclaves réfractaires (CAI), souvent rencontrées dans les chondrites carbonées.

## Composition
La météorite Murchison contient plusieurs acides aminés comme la glycine, l'alanine, l'acide glutamique, l'isovaline et la pseudoleucine. Deux acides diaminés y ont également été identifiés. Des scientifiques ont également isolé une substance complexe d'alcanes similaire à celle trouvée dans l'expérience de Miller-Urey. Des purines et des pyrimidines ont également été trouvées. Ces dernières molécules sont particulièrement remarquables parce qu'elles sont les bases de l'ADN et de l'ARN, qui constituent le matériel génétique de tous les êtres vivants sur Terre. Par contre, aucune molécule de sérine et de thréonine, qui sont considérées comme étant des contaminants terrestres, n'a été observée.
Il est à noter que tous les acides aminés identifiés ont pu être synthétisés en laboratoire à l'aide d'un mélange de méthane, d'azote, d'eau et d'ammonium.
En 2010, une étude plus poussée a pu identifier 14 000 composés moléculaires, dont 70 acides aminés. Parmi ces 70 acides aminés, on retrouve, en plus de ceux mentionnés plus haut, la valine, la leucine, l'isoleucine, la proline et l'acide aspartique, qui sont présents dans les protéines terrestres,. La précision des instruments utilisés pour la mesure est limitée à 50 000 composés moléculaires. Toutefois, les scientifiques de cette étude pensent que la météorite pourrait en contenir des millions.

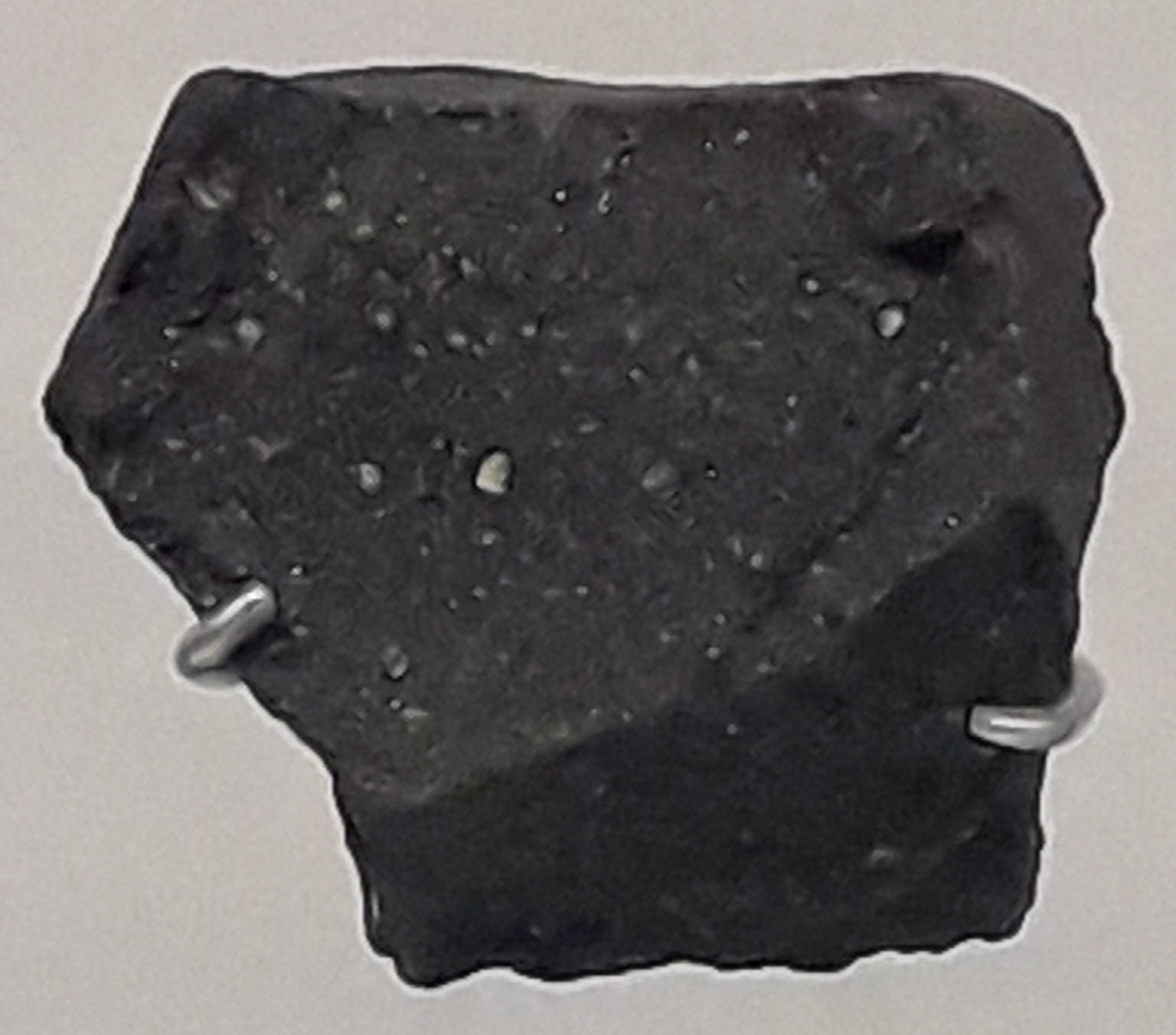
Fragment de la météorite Murchison lors d'une exposition au Muséum national d'histoire naturelle de Paris (France) en 2018.

| Composés                   | Concentration (ppm) |
| -------------------------- | ------------------- |
| Acides aminés              | 17-60               |
| Hydrocarbones aliphatiques | > 35                |
| Hydrocarbones aromatiques  | 3 319               |
| Fullerènes                 | >100                |
| Acides carboxyliques       | > 300               |
| Acides hydrocarboxyliques  | 15                  |
| Purines et pyrimidines     | 1,3                 |
| Alcools                    | 11                  |
| Acides sulfoniques         | 68                  |
| Acides phosphoniques       | 2                   |

### Acides aminés
Les premières recherches réalisées sur la météorite ont déterminé que les acides aminés sont formés de façon abiotique et de configuration D. Les protéines trouvées sur la Terre sont toutes faites d’acides aminés qui, quant à eux, ont une configuration L[réf. souhaitée]. Cependant, quelques années plus tard, d'autres analyses ont permis de découvrir sur Murchison de l'alanine ayant une configuration L. Cette découverte a amené certaines personnes à croire que ceci pouvait être survenu à la suite d'une contamination terrestre. De plus, en 1997, un nouvel acide aminé provenant de Murchison, soit l'isovaline, a aussi été observé avec une configuration L. Par contre, à la suite de cette deuxième observation, les chercheurs ont suggéré d'expliquer cette asymétrie moléculaire de la configuration par une origine possible extérieure au système solaire plutôt que par une contamination terrestre potentielle.
Bien que surpris à l'époque de trouver des molécules venant de la météorite avec une configuration L, une étude plus récente indique en réalité que les acides aminés sur Murchison sont racémiques. En effet, 55 % des acides aminés ont une configuration L et 45 %, une configuration D. L'hypothèse qui prévaut jusqu'ici sur la formation de ces composés implique une série de réactions chimiques dans l'espace entre des précurseurs simples (HCN, NH3, H2CO) et de l'eau sous forme liquide.
À l'aide d'analyses énantiosélectives GC-MS, des chercheurs ont détecté plusieurs acides, dans des proportions de l'ordre de quelques parties par milliard. Parmi ceux-ci, il y a l'acide DL-2,3-diaminopropionique, l'acide DL-2,4-diaminobutyrique, l'acide 4,4'-diaminoisopentanoïque, l'acide 3,3′-diaminoisobutyrique et l'acide 2,3-diaminobutyrique. Les données de laboratoire d'une étude indiquent que les acides diaminés auraient aidé à la formation de structures polypeptidiques dans les conditions de la Terre primitive. Ces données suggèrent aussi qu'il y aurait eu des réactions de polycondensation, transformant les acides diaminés en matériel d'acides nucléiques peptidiques. Ceci serait l'une des possibilités de l'évolution prébiotique du génome de l'ADN et de l'ARN. Les résultats de cette étude corroborent l'hypothèse que ce n'est pas seulement les acides aminés provenant de l'environnement interstellaire et circumstellaire, mais aussi la famille des acides diaminés monocarboxyliques qui auraient pu avoir un rôle important dans la chimie prébiotique.

## Origine extraterrestre de la vie sur Terre

### Origine extraterrestre des constituants du vivant

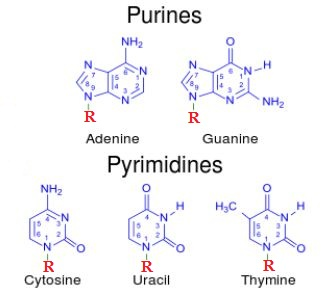
Deux types de bases nucléiques, soient la purine et la pyrimidine, ainsi que les représentants de chaque groupe.

Puisque l'ADN est la base de la vie cellulaire, se retrouvant dans toutes formes de vie terrestre, les chercheurs tentent de retracer les conditions de sa formation.
L'une des hypothèses est que les premiers organismes vivants de la Terre ont utilisé des bases nucléiques déjà présentes sur la planète. Cependant, les conditions de notre planète à cette époque n'étaient pas favorables à la synthèse de bases nucléiques, ce qui permet de dire que la provenance de ceux-ci est probablement extraterrestre. D'ailleurs, plusieurs études ont détecté des bases A et G extraterrestres, dont dans la météorite d'Orgueil[réf. souhaitée]. De plus, des purines et des pyrimidines ont été mesurées dans la météorite Murchison. Les rapports isotopiques du carbone 13 pour l'uracile et la xanthine sont respectivement de +44,5 ‰ et +37,7 ‰, ce qui indiquerait une origine extraterrestre de ces composés. Ceci permet de dire que plusieurs composés organiques ont été transportés par des corps datant du début du système solaire et qu'ils ont pu jouer un rôle important dans l'apparition de la vie. D'ailleurs, une équipe de chercheurs s'est rendue au Groenland et en Antarctique pour procéder à la récolte de poussières interplanétaires dans le but de quantifier les micrométéorites qui se sont échouées sur la Terre lors d'un bombardement intense qui a duré 200 millions d'années. La masse totale de matière carbonique qui a été envoyée sur Terre représente 25 000 fois la valeur actuelle du carbone biologique recyclé à la surface de notre planète. Ceci peut donc soutenir l'idée que les composés ayant aidé au développement de la vie sont d'origine extraterrestre.
En plus de l'ADN, l'unité principale de la cellule est sa membrane plasmique. En effet, il semblerait qu'il soit essentiel d'avoir un milieu fermé pour que la vie ait pu se développer. Des expériences ont utilisé des substances organiques, telles des acides gras, présentes dans la météorite et les ont mis en présence d'eau. Ce mélange a permis la formation de membranes. Ces membranes sont toutefois nettement moins solides que celles qui forment les cellules. Un composé chimique plus complexe a donc probablement été nécessaire, afin qu'il y ait évolution vers les membranes de ces dernières.

### Origine extraterrestre des premiers êtres vivants terrestres
Une hypothèse plus radicale fait provenir d'autres corps célestes les premiers êtres vivants de la Terre (hypothèse de la panspermie). Cette hypothèse est considérée avec sérieux, mais ne fait que repousser le problème : comment la vie serait-elle apparue sur ces autres corps ? C'est en quelque sorte une hypothèse de secours, pour le cas où l'on identifierait des corps célestes où la naissance de la vie aurait été plus facile que sur Terre.